# San Antonio de los Baños
San Antonio de los Baños è un comune di Cuba, situato nella provincia di Artemisa.
Nel luglio 2021 la città è balzata all'onore delle cronache per l'inizio delle proteste anti-governative, scatenate dalle condizioni economiche e sociali della popolazione locale aggravate dalla crisi economica e dalla pandemia.

## Cultura
Il comune è ritenuto uno dei luoghi con il maggior patrimonio culturale del paese. Tra le attrattive di maggior rilievo si cita il Museo dell’Umorismo, unico al mondo e dichiarato monumento locale nel 1980. Nel mese di aprile ha luogo il Festival Internacional del Humor, uno spettacolo dove emerge a pieno la tradizione dell’occidente cubano. Le Biennali internazionali dell'Umorismo sono un ulteriore evento caratteristico della località che la rendono celebre a livello internazionale, anche grazie alla partecipazione di illustri artisti provenienti da tutto il mondo.